# 고정 (생물학)

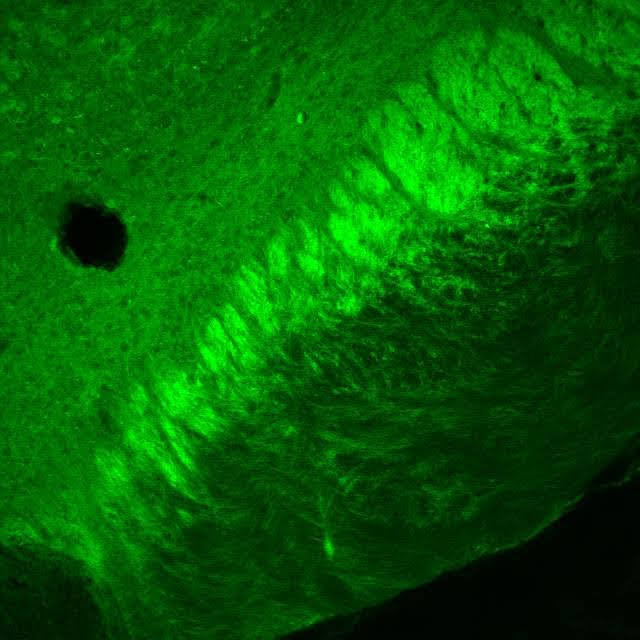
관류를 통해 고정시킨 쥐의 뇌 조직으로 면역조직화학을 통해 염색하고 공초점 현미경을 사용하여 이미지화 하였다.

고정(固定, 영어: fixation)은 조직학, 병리학, 세포생물학 분야에서 자기분해 등으로 인한 부패로부터 생물학적 조직을 보존하는 것이다. 고정은 진행 중인 생화학 반응을 중단시키고 처리된 조직의 기계적 강도 또는 안정성을 증가시킬 수도 있다. 조직 고정은 조직학적 섹션의 준비에서 중요한 단계이며, 세포와 조직의 구성 요소를 보존하고 얇고 염색된 섹션을 준비할 수 있는 방식으로 이를 수행하는 것이 광범위한 목표이다. 이를 통해 단백질 및 핵산과 같은 거대분자(세포 내부 및 주변)의 모양과 크기에 의해 결정되는 조직 구조를 조사할 수 있다.

## 같이 보기
- 그람 염색
- 조직 (생물학)